# OTTTD
OTTTD est un jeu vidéo de type tower defense développé par SMG Studio et édité par Surprise Attack, sorti en 2014 sur Windows, Mac, Linux, iOS et Android.

## Accueil
- Canard PC : 7/10[1]
- Pocket Gamer : 8/10[2]
- TouchArcade : 4,5/5[3]